# De Haven (Harlingen)
De Haven is een kerkgebouw in de stad Harlingen in de Nederlandse provincie Friesland.

## Geschiedenis
De kerk werd in 1926 gebouwd voor de Gereformeerde Kerk naar ontwerp van architect J. Jonge. Het gebouw werd vervolgens gebruikt door  Gereformeerde Kerken vrijgemaakt. Op 23 december 2004 werd het kerkgebouw door brand verwoest. De kerk werd na herbouw in 2006 in gebruik genomen en kreeg de naam De Haven. Sinds 1 oktober 2008 wordt het kerkgebouw gebruikt door de gemeente van de Christelijke Gereformeerde Kerk Vrijgemaakt (CGKV) te Harlingen door het samengaan met de Christelijke Gereformeerde Kerk die de Ichthuskerk aan de Oosterparkweg in gebruik had.

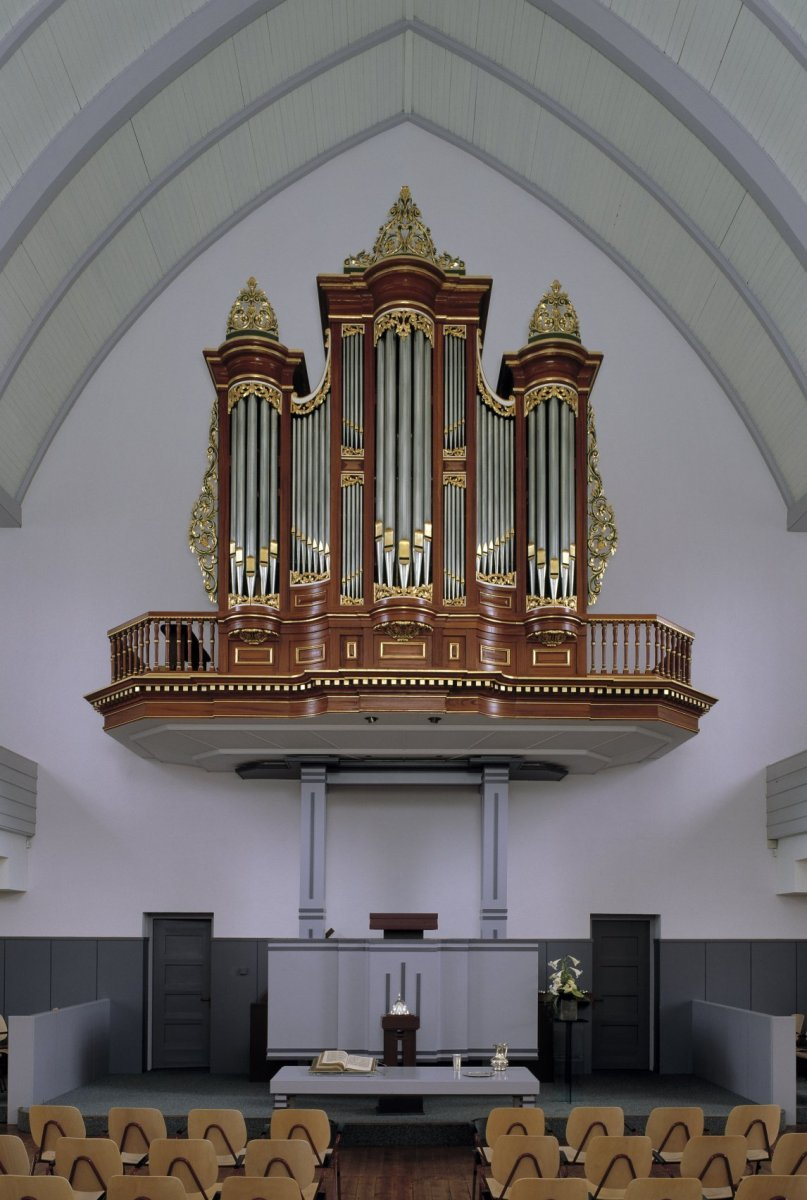
Interieur in 2000 met orgel dat tijdens de brand verloren ging

## Orgel
Het eerste orgel was een Van Dam orgel uit 1927 dat tot 1989 werd gebruikt.
In 1989 werd een Van Dam orgel uit 1864 in gebruik genomen dat afkomstig was van de Oosterkerk in Leeuwarden. Het ging tijdens de brand in 2004 verloren.
Het huidige orgel is een orgel uit 1953 dat J. Reil bouwde met gebruik van een Strümphler-orgelkast uit 1794. In 2007 werd het orgel herbouwd door Van Vulpen.